# Theodor Hach

Theodor Hach

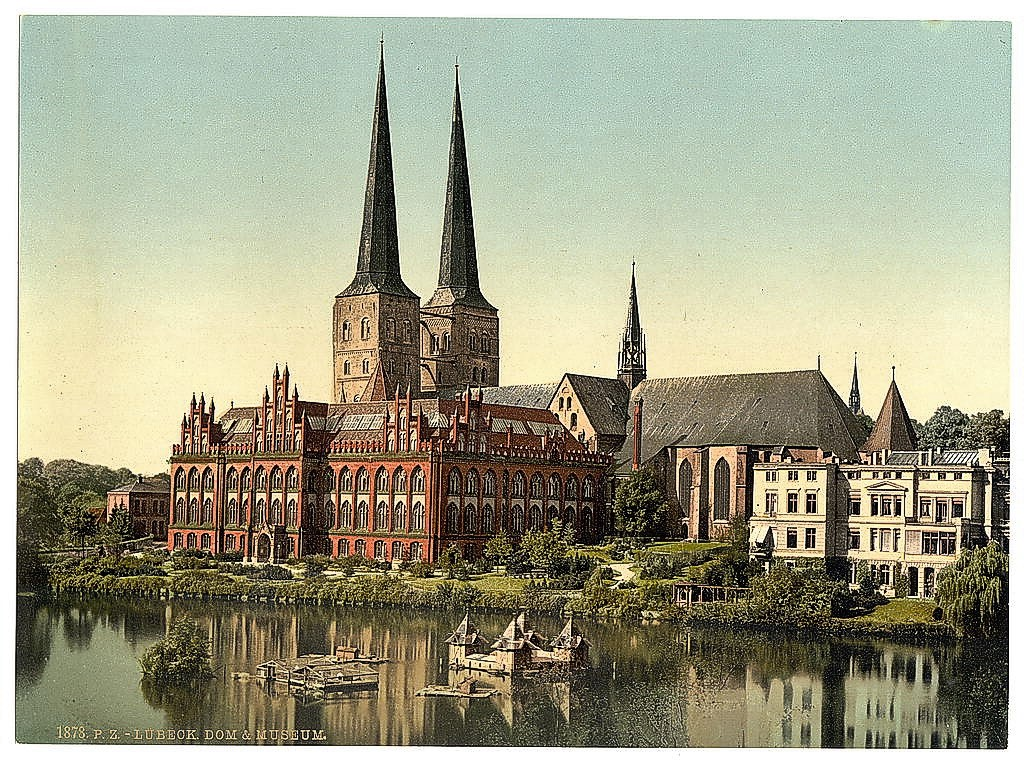
Dommuseum von 1892 bis 1942 vor dem Lübecker Dom

Arnold Henrich Theodor Hach (* 31. Dezember 1846 in Lübeck; † 17. November 1910 ebenda) war ein deutscher Jurist und Kunsthistoriker. Der Schwerpunkt seiner Tätigkeit lag in der Aufarbeitung der Kunst- und Kulturgeschichte der Hansestadt Lübeck.

## Leben
Hach war der jüngste von drei Söhnen des Lübecker Senators Hermann Wilhelm Hach und Enkel des Oberappellationsgerichtsrates Johann Friedrich Hach. Theodor Hachs Mutter Johanna Ernestine (1811–1889) war die Tochter des Gerichtspräsidenten Heise.
Hach studierte nach dem Besuch des Katharineums ab 1866 zunächst in Göttingen Philologie und Rechtswissenschaften. Nach einem Studienjahr 1867 an der Universität Jena kehrte er nach Göttingen zurück und wurde 1869 zum Dr. iur. promoviert. Das Staatsexamen bestand er vor dem Lübecker Oberappellationsgericht und wurde sodann Rechtsanwalt und Notar in Lübeck. Diese Tätigkeit entsprach jedoch nicht seinem Naturell, und die in der Familie Hach seit Generationen gepflegte Befassung mit Themen der Geschichte wurde für ihn zum Lebensinhalt, so dass er die juristische Tätigkeit bereits Mitte der 1870er Jahre vollständig aufgab.
Hach wurde als Mitarbeiter von Carl Julius Milde in die von diesem als Konservator geordneten Sammlungen der Gesellschaft zur Beförderung gemeinnütziger Tätigkeit eingewiesen und arbeitete in den Ausschüssen mit, denen die Aufsicht über die kulturhistorischen Sammlungen der Gesellschaft oblag. Von 1876 bis 1882 bildete er sich in Bayern beim Deutschen Museum in München und Germanischen Nationalmuseum in Nürnberg fort und entwickelte sich zu einem Experten in der Glockenkunde (Campanalogie). Hach kehrte 1882 nach Lübeck zurück und wurde 1887 zum Konservator der Sammlungen der Gemeinnützigen Gesellschaft bestellt. 1889 wurde er zusätzlich Mitarbeiter des Lübecker Staatsarchivs und Bibliotheksgehülfe an der Stadtbibliothek Lübeck. Als Mitarbeiter der Lübeckischen Blätter erschienen von 1879 bis 1892 seine Artikel unter der Chiffre 312. danach 681.
Hach wirkte aufgrund seiner in München und Nürnberg gewonnenen Erfahrungen maßgeblich am Konzept des 1893 neu eröffneten Museums am Dom mit, in dem die bislang verstreut im Gesellschaftshaus der Gemeinnützigen und im Oberchor der Katharinenkirche aufbewahrten Ausgrabungsfunde, Kunstschätze und Naturalien zusammengefasst wurden. Dieser Museumsneubau ging auf eine letztwillige Stiftung des Kaufmanns Georg Blohm zurück. Hachs begründeter Forderung nach einem eigenständigen Museum für Kunst- und Kulturgeschichte der Hansestadt Lübeck wurde allerdings erst nach seinem Tode mit der Eröffnung des für diese Zwecke umgebauten St.-Annen-Kloster Lübecks 1915 unter dem Nachfolger Karl Schaefer erfüllt. Dieser konnte als erster hauptamtlicher Museumsdirektor in Lübeck auf die grundlegenden Vorarbeiten Hachs aufsetzen.

## Schriften

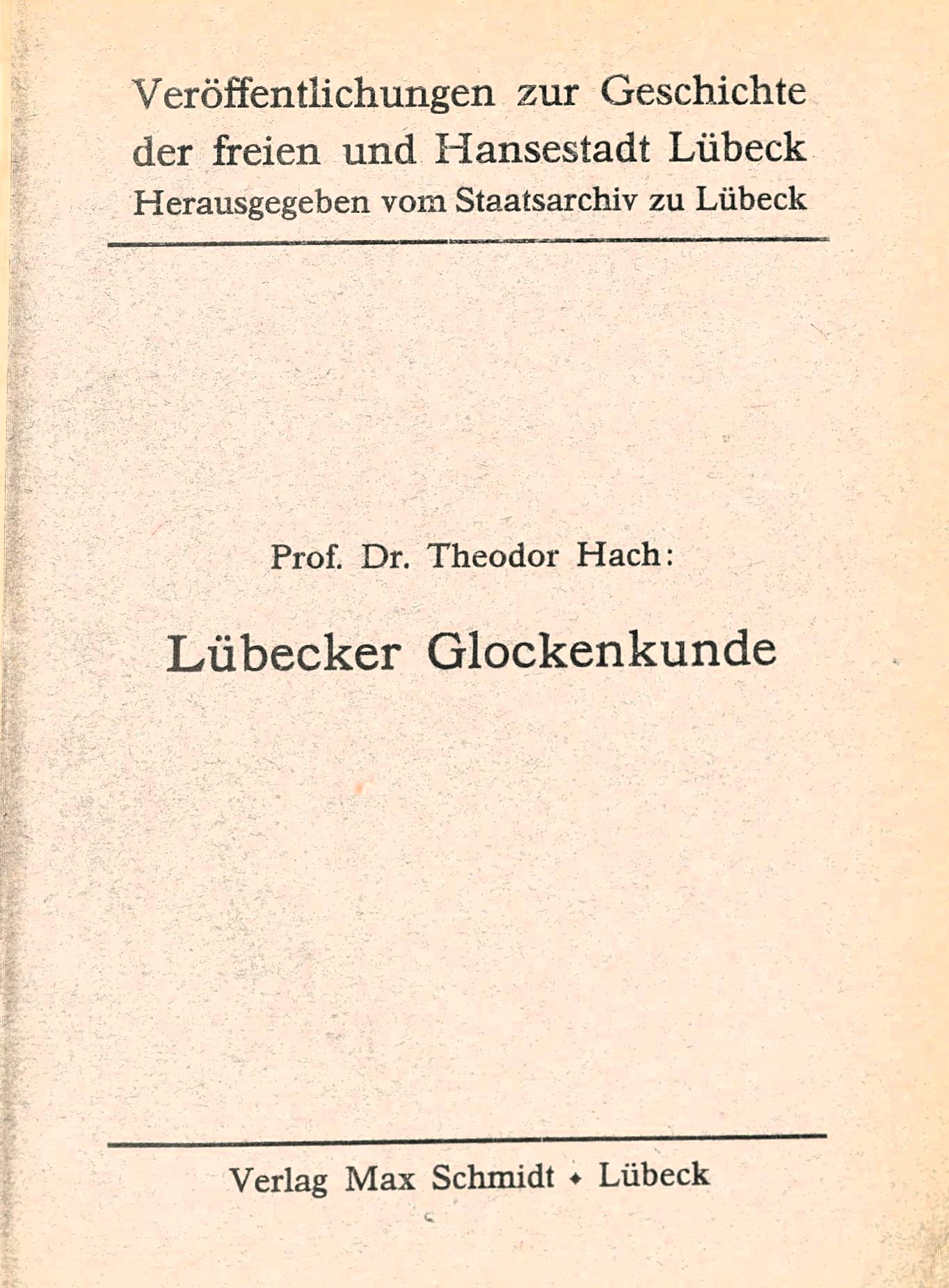
Lübecker Glockenkunde (postum, 1913)

- Beiträge zur Lübeckischen Glockenkunde. In: Zeitschrift des Vereins für Lübeckische Geschichte und Altertumskunde. (ZVLGA). Band 3, 1876, S. 593–599 (Scan – Internet Archive).
- Das Lübeckische Landgebiet in seiner kunstarchäologischen Bedeutung. Schmidt & Erdtmann, Lübeck 1883, OCLC 248331780.
- Der Dom zu Lübeck. XX Blatt Abbildungen nach Aufnahmen des Architecten F. Münzenburger und des Photographen Johs. Nöhring. Schmersahl, Lübeck 1885, OCLC 256646157, OCLC 257950788.
- Die kirchliche Kunstarchäologie des Kreises Herzogthum Lauenburg. In: Zeitschrift der Gesellschaft für Schleswig-Holstein-Lauenburgische Geschichte. Band 16, 1886, ZDB-ID 201437-3, S. 1–194, urn:nbn:de:bvb:12-bsb11628978-6.
- Denkschrift betreffend die Umgestaltung des Kulturhistorischen Museums zu einem Museum Lübeckischer Kunst und Kulturgeschichte. Rahtgens, Lübeck 1888, OCLC 248505340.
- Die Anfänge der Renaissance in Lübeck. Rahtgens, Lübeck 1889, urn:nbn:de:bvb:12-bsb11471045-0 (mit Zeichnungen von Max Metzger).
- Zur Geschichte der Lübeckischen Goldschmiedekunst. Nöhring, Lübeck 1893, OCLC 248331132.
- Über ehemalige Folter- und Strafwerkzeuge im Museum und ihre ehemalige Anwendung in Lübeck. In: Die Heimat. Monatsschrift des Vereins zur Pflege der Natur- und Landeskunde in Schleswig-Holstein, Hamburg und Lübeck. Band 14 (1904), Heft 8, August 1904, S. 179–185 (uni-hamburg.de); Heft 9, September 1904, S. 202–208 (uni-hamburg.de).
- Lübecker Glockenkunde (= Veröffentlichungen zur Geschichte der Freien und Hansestadt Lübeck. Band 2). Max Schmidt, Lübeck 1913, DNB 363947124 (Scan in der Google-Buchsuche – von Johannes Kretzschmar posthum herausgegeben).